# Сарыев, Заур Рашид оглы
Заур Рашид оглы Сарыев (азерб. Zaur Rəşid oğlu Sarıyev; 28 июня 1974 — 17 марта 1995) — военнослужащий Вооружённых сил Республики Азербайджан, Национальный Герой Азербайджана (1995).

## Биография
Родился Заур Сарыев 28 июня 1974 года в селе Каралар, Шамкирского района, Азербайджанской ССР. В 1989 году завершил обучение в сельской средней школе. В том же году был принят на учёбу в техническую профессиональную школу № 15 города Гянджа. 6 июля 1993 года Заур был призван Шамкирским районным военным комиссариатом в ряды Национальной армии Азербайджана. Прошёл обучение военному делу в воинской части, расположенной в Гусарском районе. Был направлен в зону боевых действий. Боевой путь молодого солдата начался в Тартаре, в дальнейшем принимал участие в вооружённых противостояниях в Физули, Агдама, Кельбаджаре, Муровдаге.
В 1994 году Заур Сарыев получил приказ в составе группы отправиться в разведку в направлении Муровдага. Во время военной операции бойцы оказались в окружении. Оказав противнику серьёзное сопротивление, только через 13 дней им удалось прорваться к месту расположения своих подразделений. Заур отморозил руку и ногу. После двух месяцев лечения он снова возвратился в военную часть. Получил очередное воинское звание - сержант и стал командиром группы.
В марте 1995 года, группа вооружённых незаконных бандформирований выступила против действующей государственной политики Азербайджана. 13 марта 1995 года подразделение, в котором служил Заур, чтобы предотвратить попытку переворота, было направлено к месту противостояний в городе Баку. Заур Сарыев принимал участие в подавлении и нейтрализации незаконных формирований, бывших членов отряда полиции особого назначения, действующих с целью Государственного переворота в Азербайджанской Республики. В вооружённом столкновении с государственными преступниками Заур был тяжело ранен огнестрельным выстрелом. 17 марта 1995 года он скончался.
Заур Сарыев был не женат.

## Память
Указом Президента Азербайджанской Республики № 307 от 4 апреля 1995 года Зауру Рашид оглы Сарыеву было присвоено звание Национального Героя Азербайджана (посмертно).
Похоронен в Аллее шехидов Шамкирского района.